# فالديمار كاستيلو
فالديمار كاستيلو هو سياسي بليزي، ولد في 22 مايو 1946 في كوروزال تاون في بليز. نشط حزبياً في People's United Party ‏. وقد انتخب عضو مجلس نواب بليز ‏.